# Demetrius Augustine Gallitzin
Demetrius Augustine Gallitzin (ur. 22 grudnia 1770 w Hadze; zm. 6 maja 1840 w Loretto) – amerykański duchowny katolicki pochodzenia rosyjskiego, sługa Boży Kościoła katolickiego.

## Życiorys
Demetrius Augustine Gallitzin urodził się 22 grudnia 1770 roku. Jego rodzicami byli książę Dymitr Aleksjewicz Golicyn i hrabina Adelheid Amalie Gallitzin, gdy był niemowlakiem zajmowała się z nim Katarzyna II Wielka. W wieku 17 lat został przyjęty do Kościoła katolickiego. Jego ojciec nie był zadowolony z wyboru syna chciał, aby rozpoczął karierę wojskową. W marcu 1795 roku otrzymał święcenia kapłańskie. W 1799 roku w górach Allegheny założył osadę w Loretto. W 1803 roku zmarł jego ojciec, a jego matka zmarła w 1806 roku. Wówczas w 1808 roku został wydziedziczony przez cara Aleksandra I Romanowa z powodu swej wiary katolickiej i powołania kapłańskiego. Zmarł 6 maja 1840 roku w opinii świętości i został pochowany w pobliżu kościoła św. Michała w Loretto. W dniu 6 czerwca 2005 roku rozpoczął się jego proces beatyfikacyjny.